# Niilo Liakka
Niilo Liakka, född 23 juni 1864 i Nedertorneå i Finland, död 26 januari 1945 i Helsingfors, var en finländsk ämbetsman och politiker.
Liakka blev filosofie kandidat 1889, verkade som tidningsredaktör 1889–1891 och som högskolerektor 1892–1912. 1921–1921 och åter från 1929 var han Folkupplysningssällskapets sekreterare och 1920–1929 kansliråd och chef för Socialministeriets nykterhetsavdelning. Liakka tillhörde Agrarförbundet och var 1919–1922 ledamot av riksdagen samt av statsutskottet 1919–1920. Han var kyrko- och undervisningsminister 1921–1922, undervisningsminister 1922–1924 och socialminister juli–november 1924. Han tilldelades kansliråds titel.